# Marika Steinhauff
Marika Steinhauff (* 4. Februar 1989 in Berlin, jetzt Marika Birr) ist eine deutsche Volleyball- und Beachvolleyballspielerin.

## Karriere Halle
Steinhauff spielte in ihrer Jugend Hallenvolleyball zunächst beim heimatlichen Marzahner Volleyball-Club. 2001 wechselte sie zum VC 68 Eichwalde, mit dem sie 2002 die Deutsche D-Jugend-Meisterschaft, 2004 die Deutsche C-Jugend-Meisterschaft und 2006 (nun als Berlin Brandenburger Sportclub) die Deutsche B-Jugend-Meisterschaft gewann. Mit dem Coubertin-Gymnasium Berlin gewann Steinhauff 2006 außerdem die Schul-Weltmeisterschaft. Parallel hierzu spielte sie mit dem Juniorinnen-National-Team vom VC Olympia Berlin bis 2007 in der Bundesliga. Von 2009 bis 2011 war Steinhauff beim Berliner Zweitligisten SG Rotation Prenzlauer Berg aktiv.

## Karriere Beach

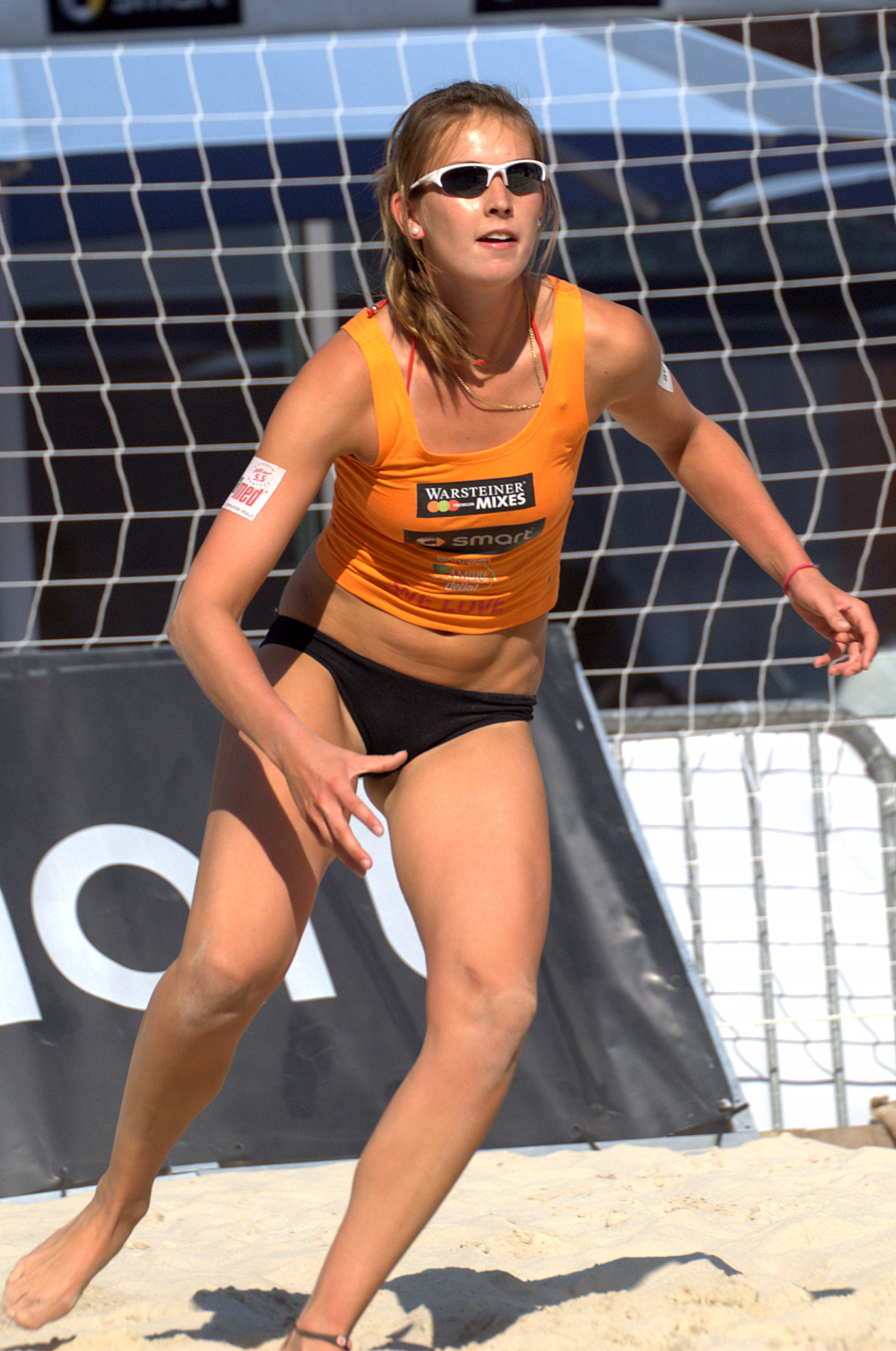
2008 in Bonn

Steinhauff spielte seit 2004 auch Beachvolleyball. Mit Saskia Hippe erreichte sie 2006 bei der U18-Europameisterschaft im slowakischen Bratislava Platz neun. 2007 war Anja Günther ihre Partnerin. Steinhauff/Günther starteten auf der nationalen Smart Beach Tour und erreichten Platz neun bei der deutschen Meisterschaft in Timmendorfer Strand. Mit Victoria Bieneck wurde Steinhauff 2007 in Bocholt deutsche U20-Vizemeisterin. Von 2008 bis 2010 spielten Bieneck/Steinhauff auf der Smart Beach Tour und hatten dabei einige Top-Platzierungen. 2009 nahmen sie auch an der deutschen Meisterschaft teil und erreichten bei der U21-Weltmeisterschaft im englischen Blackpool den fünften Platz. Ebenfalls Platz fünf belegten sie ein Jahr später bei der U23-Europameisterschaft auf der griechischen Insel Kos. 2010 hatte Steinhauff an der Seite von Katharina Schillerwein im norwegischen Kristiansand ihren einzigen Auftritt bei der FIVB World Tour. 2011 war Jenny Heinemann Steinhauffs Partnerin, mit der sie ausnahmslos Top-Ten-Platzierungen auf der Smart Beach Tour hatte und sich somit auch für die deutsche Meisterschaft qualifizierte. Nach zwei Jahren Pause spielte Steinhauff 2014 mit Alicja Leszczyńska und 2015 mit Kristina Schlechter.